# Passeur d'hommes
Pour plus de détails, voir Fiche technique et Distribution.
Passeur d'hommes (The Passage) est un film britannique réalisé par John Lee Thompson, sorti en 1979.

## Synopsis
Pendant la Seconde Guerre mondiale, la résistance française engage un Basque espagnol pour faire traverser la frontière au professeur Bergson et sa famille. Très vite, ils sont poursuivis par un dangereux nazi sadique du nom de Von Berkow.

## Fiche technique
- Titre français : Passeur d'hommes
- Titre original : The Passage
- Réalisation : J. Lee Thompson
- Scénario : Bruce Nicolaysen, d'après son roman "Perilous Passage"
- Musique : Michael J. Lewis
- Photographie : Michael Reed
- Montage : Alan Strachan
- Production : John Quested
- Sociétés de Production : Hemdale, Passage Films, Monday Films & General Film
- Société de distribution : United Artists
- Pays :  Royaume-Uni
- Langue : Anglais, Allemand
- Format : Couleur - Mono - 35 mm - 2.35:1
- Genre : Guerre, Aventures
- Durée : 98 min

## Distribution
- Anthony Quinn (VF : Henry Djanik) : le passeur Basque
- James Mason (VF : Claude Joseph) : Professeur Bergson
- Malcolm McDowell (VF : Philippe Ogouz) : Hauptsturmführer Von Berkow
- Patricia Neal : Ariel Bergson
- Kay Lenz (VF : Sylvie Feit) : Leah Bergson
- Paul Clemens (VF : Thierry Bourdon) : Paul Bergson
- Christopher Lee (VF : Edmond Bernard) : le Gitan
- Robert Rhys (VF : Patrick Poivey) : le fils du Gitan
- Michael Lonsdale (VF : lui-même) : Renoudot
- Marcel Bozzuffi (VF : lui-même) : Perea
- Peter Arne (VF : Yves Barsacq) : le guide
- Neville Jason : Leutenant Reinke
- Robert Brown (VF : Howard Vernon) : le Major
- Rose Alba (VF : Jacqueline Cohen) : Madame

## Production

### Lieux de tournage
La majeure partie de ce film a été tournée dans les Hautes-Pyrénées. L'équipe était basée à Tarbes et les prises de vue ont été faites au col du Soulor, au col de Couraduque, en Arreau, à Pierrefitte-Nestalas et Argelès Gazost, à l'abbaye de l'Escaladieu, au pont d'Espagne et dans la région du Marcadau.

### Anachronisme
- L'immatriculation de l'automobile empruntée par Von Berckow au début du film est incorrecte : elle correspond à une immatriculation actuelle (214 SL 31).
- La locomotive diesel n'est pas d'époque.